# Ambia asaphalis
Ambia asaphalis là một loài bướm đêm trong họ Crambidae.